# Amanina
L'amanina és un pèptid cíclic. És una de les amatoxines, totes les quals es troben en diversos membres de l'Amanita gènere de fongs. Com altres amatoxines, l'amanina és un inhibidor de la RNA polimerasa II. Després de la ingestió, s'uneix a l'enzim RNA de la polimerasa II el qual prevén del tot la síntesi d'ARNm, efectivament causant citòlisi d'hepatòcits (cèl·lules de fetge) i cèl·lules de ronyó.